# ألاخويلا (بحيرة)
بحيرة ألاخويلا (بالإسبانية Lago Alajuela) هي بحيرة صناعية في حوض نهر تشاغريس. في بنما.

## الموقع
تقع أمام سد مادن وترتبط بقناة بنما.
تعد البحيرة بمثابة خزان للقناة التي تقع إلى الجنوب الغربي من البحيرة.

## أنهار تصب فيها
تصب فيها أنهار تشاغريس وبيكيني وبوكيرون وسالامانكا ولا بوينتي وإنديو وبيادراس وسان كريستوبال وإسكاندالوسو. وتساهم أنهار بحيرة ألاخويلا بنسبة 45 في المائة من إجمالي مياة قناة بنما.

## التسمية
كانت البحيرة تعرف باسم بحيرة مادن عندما كانت منطقة القناة تخضع للإدارة الأمريكية، وأعيدت تسميتها إلى التسمية الحالية بعد أن استعادت بنما السيطرة على القناة.